# Eva Brenner

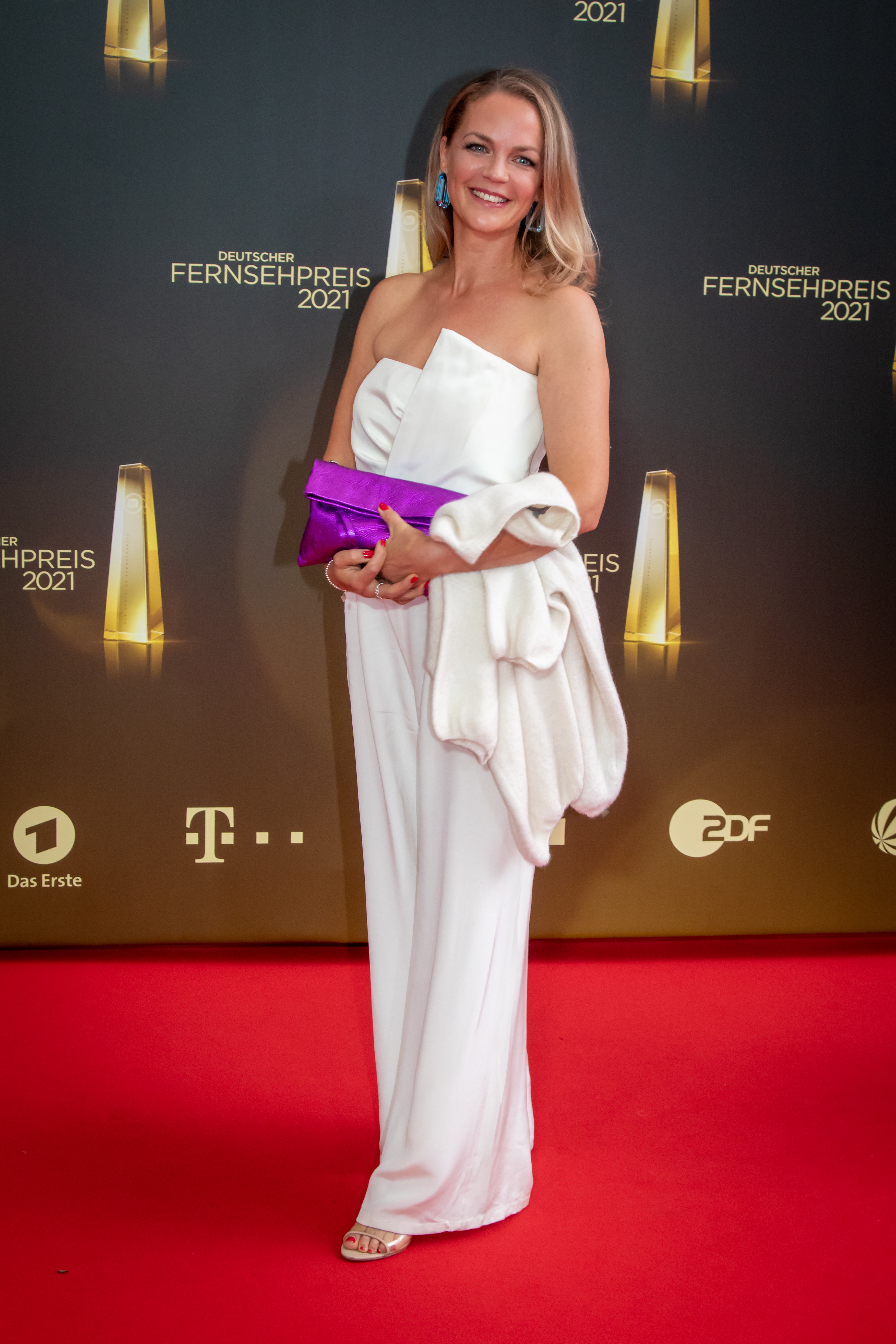
Eva Brenner (2021)

Eva Brenner (* 2. Januar 1976 in Kirchen) ist eine deutsche Fernsehmoderatorin und Innenarchitektin.

## Karriere
1995 machte Eva Brenner Abitur am Privaten Gymnasium der Zisterzienserabtei Marienstatt. 1998 absolvierte sie eine Ausbildung zur Bauzeichnerin im Bereich Hochbau in einem Architekturbüro in Rheinland-Pfalz. Anschließend absolvierte sie das Studium der Innenarchitektur an der Fachhochschule Düsseldorf.
Erste Erfahrungen vor der Kamera sammelte Brenner ab 2003 durch ihre Tätigkeit als Moderatorin eines Internet-Magazins. Von 2005 bis 2019 war sie in der RTLZWEI-Sendung Zuhause im Glück an der Seite von John Kosmalla und Daniel Kraft für die Innenarchitektur der umgebauten Häuser zuständig und 14 Jahre zu sehen. Von 2011 bis 2013 moderierte sie ebenfalls für RTLII die Doku-Soap Die (T)Raumretterin über deutsche Auswanderer und renovierte deren Geschäftsräume im Ausland.
Zudem moderiert Brenner seit 2016 die ZDF-Sendung kaputt und zugenäht und seit Ende 2018 – ebenfalls beim ZDF – die Sendung Mach was draus sowie seit 2020 auch die Doku-Soap Duell der Gartenprofis. Dazu kam 2021 noch Mein Zuhause richtig schön.
2004 wirkte Brenner im Musikvideo zu Wohin Du gehst von Clemens Maria Haas – einem ehemaligen Mitglied der NDW-Band Steinwolke – mit.

## Filmografie
- 2003: Internet-Magazin (Moderatorin)
- 2005–2019: Zuhause im Glück – Unser Einzug in ein neues Leben (Moderatorin, RTL Zwei)
- 2011–2013: Die (T)Raumretterin (Moderatorin, RTL Zwei)
- 2016–2020: kaputt und … zugenäht! (Moderation, ZDF)
- 2019–2020: Mach was draus (Moderation, ZDF)
- seit 2019: Duell der Gartenprofis (Moderation, ZDF)
- seit 2020: Haus des Jahres: Deutschland (Moderatorin und Bewerterin, HGTV Deutschland)
- seit 2021: Mein Zuhause richtig schön – Der Eva Brenner Plan (Moderation)
- seit 2023: Wettkampf in 4 Wänden – Die ultimative Bau-Challenge (Moderation, RTL)
- seit 2024: Buying Blind (RTL)